# Бег по солнечной стороне
«Бег по солнечной стороне» — российский кинофильм 1992 года режиссёра Олега Кавуна.

## Сюжет
Весёлый рыжеволосый Сашка в свои 17 лет, сменив уже немало профессий, работает на почте. У него есть замечательная возможность общаться с разными людьми, быть невольным свидетелем, а иногда участником семейных драм. По его утверждению, он везде встречал только хороших людей. Этот солнечный оптимизм помогает ему и другим людям справляться с трудностями и драматическими ситуациями, но однажды на Сашу в подъезде нападают и отбирают пенсию, которую он разносил старикам. Спустя несколько дней он случайно встречает главаря банды. В драке Сашке наносят тяжёлые раны. Его находит бездыханным на улице одна из его подопечных. С выздоровлением к весельчаку Сашке приходит и неизбежное взросление.

## В ролях
- Фёдор Стуков — Сашка, почтальон
- Инга Ильм — Маша
- Андрей Барило — Дима, парень-инвалид
- Фам Хоанг Нам — «Батя» Бату, вьетнамец, сосед Саши
- Галина Надирли — Галина Ивановна, мама Димы
- Елена Королёва — стоматолог
- Константин Плотников — Виктор, приятель Маши
- Александр Давыдов — Эльгин, мужик, укравший газеты
- Тимофей Фёдоров — газовщик
- Марина Давыдова
- Сергей Габриэлян — лейтенант милиции, забравший главного героя в отделение
- Вячеслав Иванов — шулер с лотереей в парке
- Леонид Тимцуник — подставной игрок
- Валентина Березуцкая — Дуся, старушка на мотоцикле
- Елена Бардина — сотрудница художественной выставки
- Владимир Бедняков
- Наталия Богунова — начальница почты
- Аэлита Бодунова — эпизод
- Ольга Виноградова — эпизод
- Эммануил Нэлин — эпизод
- Михаил Панюков — официант в ресторане
- Никита Померанцев — мужик, давший Сашке деньги на стрижку
- Владимир Пермяков — Зосим Иванович, «Зюзик», танцующий в ресторане
- Владимир Дьячков — охранник в ресторане
- Ирина Знаменщикова — жена «Зюзика»

## Съёмочная группа
источники:
- Режиссёр-постановщик — Олег Кавун
- Сценарий — Анатолий Ткачёв, Олег Кавун
- Операторы — Дильшат Фатхулин, Борис Золин
- Продюсер — Александр Михайлов
- Художник-постановщик: Владимир Филиппов
- Композитор — Сергей Жуков
- Текст песен — Георгий Виноградов

Производство: Киностудия «12 А».